# Сплюшка високогірна
Сплюшка високогірна (Megascops koepckeae) — вид совоподібних птахів родини совових (Strigidae). Ендемік Перу. Вид названий на честь німецької орнітологині Марії Кьопке.

## Опис
Довжина птаха становить 24 см, вага 112-130 г. У представників номінативного підвиду тім'я темно-коричневе, поцятковане блідо-коричневими плямками, верхня частина тіла сіро-коричнева або темно-коричнева, поцятковане темними смужками. На крилах білі плями, що формують смуги. Хвіст темно-коричневий, поцяткований вузькими охристими смужками і темними плямками. Лицевий диск білувато-сірий з чорнуватими краями, поцяткований темними плямками. Над очима короткі білуваті "брови". Нижня частина тіла сірувато-біла, поцяткована широкими темно-коричневими смугами. Верхня частина грудей має блідо-коричнювато-охристий відтінок. На голові короткі пір'яні "вуха". Дзьоб жовтий.  Представники підвиду M. k. hockingi мають більш сіре забарвлення, ніж представники номінативного підвиду, а нижня частина тіла у них більш смугаста.

## Підвиди
Виділяють два підвиди:
- M. k. koepckeae (Hekstra, 1982) — західні схили Перанських Анд (від Ламбаєки до Ліми), долина річки Мараньйон в Амазонасі;
- M. k. hockingi Fjeldså, at al, 2012 — міжандійські долини в центральному Перу.

## Поширення і екологія
Представники номінативного підвиду живуть у вічнозелених гірських лісах на висоті від 1800 до 4500 м над рівнем моря, представники підвиду M. k. hockingi живуть в сухих гірських лісах і чагарникових заростях, на висоті від 1400 до 3400 м над рівнем моря, переважно на висоті до 2000 м над рівнем моря. Ведуть нічний спосіб життя. Живляться переважно комахами.